# مردان خشن (فیلم ۱۹۶۰)
مردان خشن (انگلیسی: Tough Guys) با نامِ اصلیِ ما خشن‌ها (ایتالیایی: Noi duri) یک فیلم کمدی ایتالیایی است که در سال ۱۹۶۰ میلادی منتشر شد.

## بازیگران
- فرد بوسکالیونه
- توتو
- پائولو پانلی
- شیلا گابل
- لیندا سینی
- ماریو کاستلانی
- الیو پاندولفی
- لوئیجی پاوزه
- جوزپه پورلی
- تونی اوچی
- اینیاتسیو دولچه
- جولیو مارکتی
- جانی سولارو
- بیچه والوری
- فورتوناتو آرنا